# Экранизации произведений Фёдора Достоевского

Список фильмов, телефильмов и телесериалов, являющихся экранизациями произведений Фёдора Михайловича Достоевского.
| Название                                                                                | Описание | Страна                                                        | Год  |
| --------------------------------------------------------------------------------------- | --- | ------------------------------------------------------------- | ---- |
| Бедные люди (ТВ) / Oameni sarmani                                                       | фильм Иона Бармы | Румыния                                                       | 1969 |
| Моя соседка Мартика / My Neighbour Martika                                              | фильм Марка Уиндона частично основанный на романе Ф. М. Достоевского «Бедные люди»                                                                              | Австралия                                                     | 2016 |
| Петербургская ночь                                                                      | фильм Григория Рошаля и Веры Строевой по мотивам повестей Достоевского «Неточка Незванова» и «Белые ночи»                                                       | СССР                                                          | 1934 |
| Белые ночи                                                                              | фильм Лукино Висконти | Италия                                                        | 1957 |
| Белые ночи / Noites Brancas                                                             | фильм Луиса Галлона (эпизод сериала Великий театр Тупи) | Бразилия                                                      | 1957 |
| Белые ночи                                                                              | фильм Мераба Джалиашвили | СССР                                                          | 1958 |
| Белые ночи                                                                              | фильм Ивана Пырьева | СССР                                                          | 1959 |
| Обманщик                                                                                | фильм Манмохана Десаи по мотивам повести «Белые ночи» | Индия                                                         | 1960 |
| Белые ночи (ТВ) / Le notti bianche                                                      | фильм Витторио Коттафави | Италия                                                        | 1962 |
| Белые ночи / Helle Nächte                                                               | фильм Вильгельма Земмельрота и Вольфганга Форестера | ФРГ                                                           | 1964 |
| Белые ночи / Noches blancas                                                             | Эпизод сериала «Роман» | Испания                                                       | 1964 |
| Четыре ночи мечтателя                                                                   | фильм Робера Брессона по мотивам повести Достоевского «Белые ночи»                                                                                              | Франция, Италия                                               | 1971 |
| Белые ночи (ТВ) / Noites Brancas                                                        | фильм Збигнева Зембиньского | Бразилия                                                      | 1973 |
| Белые ночи / Λευκές Νύχτες                                                              | фильм Стелиоса Раллиса (эпизод сериала «Театр по понедельникам»                                                                                                 | Греция                                                        | 1981 |
| Белые ночи. Сентиментальный роман из воспоминаний мечтателя (ТВ)                        | телеспектакль Владимира Головина, Андрея Андреева | СССР                                                          | 1987 |
| Белые ночи                                                                              | фильм Леонида Квинихидзе | Россия                                                        | 1992 |
| В ночи / V noci                                                                         | фильм Марты Новаковой | Чехия                                                         | 2001 |
| Белые ночи / شب‌های روشن                                                                 | фильм Фарзада Мотамена | Иран                                                          | 2003 |
| Белые ночи / White Nights                                                               | фильм Алена Сильвера | США                                                           | 2005 |
| Шаг за шагом                                                                            | фильм Шивама Наира по мотивам повести «Белые ночи» | Индия (хинди)                                                 | 2006 |
| Возлюбленная                                                                            | фильм Санджая Лила Бхансали по мотивам повести Достоевского «Белые ночи»                                                                                        | Индия                                                         | 2007 |
| Любовники                                                                               | фильм Джеймса Грэя по мотивам повести Достоевского «Белые ночи»                                                                                                 | США                                                           | 2008 |
| Кафе «Нуар»                                                                             | фильм Чон Сон-иля по мотивам повести Достоевского «Белые ночи»                                                                                                  | Южная Корея                                                   | 2009 |
| Белые ночи / Le notti bianche                                                           | фильм Кристиана Патане | Италия                                                        | 2009 |
| Соблазнитель / The Seducer                                                              | фильм Джонса С. Коха по мотивам повести Достоевского «Белые ночи»                                                                                               | США                                                           | 2009 |
| Венецианские вечера / Venice Shore Nights                                               | фильм Тимоти Уэлша по мотивам повести Достоевского «Белые ночи»                                                                                                 | США                                                           | 2011 |
| Как ни странно, влюблены / Strangely in Love                                            | фильм Амина Матальги по мотивам повести Достоевского «Белые ночи»                                                                                               | США                                                           | 2014 |
| Белые ночи                                                                              | фильм Татьяны Воронецкой и Андрея Богатырёва | Россия                                                        | 2017 |
| Николай Ставрогин                                                                       | фильм Якова Протазанова по роману Достоевского «Бесы» | Россия                                                        | 1915 |
| Одержимый                                                                               | фильм Якова Протазанова по роману Достоевского «Бесы» | Россия                                                        | 1915 |
| В тисках грехов / Nella morsa della colpa                                               | фильм Александра Уральского роману Достоевского «Бесы» | Италия                                                        | 1921 |
| Одержимый (ТВ) / Die Besessenen                                                         | фильм Михаэля Кельмана по роману Фёдора Достоевского «Бесы» и пьесе Альбера Камю «Одержимые»                                                                    | ФРГ                                                           | 1962 |
| Исповедь Ставрогина / Confesión de Stavroguin                                           | короткометражный фильм Хуана Хосе Гурролы | Мексика                                                       | 1963 |
| Бесы / Los endemoniados                                                                 | фильм Марка Рейеса (эпизод сериала Первый ряд) | Испания                                                       | 1964 |
| Китаянка                                                                                | фильм Жан-Люка Годара. В качестве сценарной основы картины было использовано вольное прочтение романа Фёдора Достоевского «Бесы»                                | Франция                                                       | 1967 |
| Бесы / The Possessed                                                                    | сериал Наоми Кэйпон | Великобритания                                                | 1969 |
| Бесы / I demoni                                                                         | сериал Сандро Больки | Италия                                                        | 1972 |
| Демоны / Die Dämonen                                                                    | сериал Клауса Петера Витта | ФРГ, Австрия                                                  | 1977 |
| Бесы                                                                                    | фильм Анджея Вайды | Франция                                                       | 1988 |
| Бесы                                                                                    | фильм Игоря и Дмитрия Таланкиных | Россия                                                        | 1992 |
| Бесы                                                                                    | телефильм Франка Касторфа | Германия                                                      | 2000 |
| Бесы                                                                                    | фильм Валерия Ахадова и Геннадия Карюка | Россия                                                        | 2006 |
| Бесы                                                                                    | телесериал Льва Додина и Галины Любимовой (телеверсия спектакля Малого драматического театра — театра Европы)                                                   | Россия                                                        | 2009 |
| Бесы                                                                                    | сериал Владимира Хотиненко | Россия                                                        | 2014 |
| Бесы                                                                                    | фильм Романа Шаляпина | Россия                                                        | 2014 |
| Бобок                                                                                   | мультфильм Андрея Золотухина по рассказу Ф. М. Достоевского «Бобок»                                                                                             | Россия                                                        | 2013 |
| Братья Карамазовы                                                                       | фильм Виктора Туржанского | Россия                                                        | 1915 |
| Братья Карамазовы / Die Brüder Karamasoff                                               | фильм Дмитрия Буховецкого и Карла Фрейлиха | Германия                                                      | 1920 |
| Убийца Дмитрий Карамазов / Der Mörder Dimitri Karamasoff                                | фильм Фёдора Оцепа и Эриха Энгельса | Германия                                                      | 1931 |
| Братья Карамазовы / Les frères Karamazoff                                               | фильм Фёдора Оцепа | Франция                                                       | 1931 |
| Братья Карамазовы / I fratelli Karamazoff                                               | фильм Джакомо Джентиломо | Италия                                                        | 1947 |
| Братья Карамазовы / The Brothers Karamazov                                              | фильм Ричарда Брукса | США                                                           | 1958 |
| Братья Карамазовы / The Brothers Karamazov                                              | сериал Алана Бриджеса | Великобритания                                                | 1965 |
| Братья Карамазовы / Los hermanos Karamazov                                              | фильм Педро Амалио Лопеса (эпизод сериала «Роман» | Испания                                                       | 1965 |
| Братья Карамазовы / Vasvaseye sheitan                                                   | фильм Тони Зариндаста | США, Канада, Иран                                             | 1967 |
| Братья Карамазовы (ТВ) / Gebroeders Karamazow                                           | фильм Антона Петерса | Бельгия                                                       | 1968 |
| Братья Карамазовы                                                                       | фильм Ивана Пырьева, Михаила Ульянова и Кирилла Лаврова | СССР                                                          | 1969 |
| Братья Карамазовы / Les Frères Karamazov                                                | телевизионный фильм Марселя Блюваля | Франция                                                       | 1969 |
| Братья Карамазовы / I fratelli Karamazov                                                | микросериал Сандро Больки | Италия                                                        | 1969 |
| Братья Карамазовы (ТВ) / Los hermanos Karamazov                                         | фильм Марсело Домингеса (эпизод телесериала «Великие романы» / Las grandes novelas                                                                              | Аргентина                                                     | 1972 |
| Судебные дела / O Julgamento                                                            | сериал Эдисона Браги и Алваро Фигуина (177 серий) | Бразилия                                                      | 1976 |
| Великий инквизитор / The Grand Inquisitor                                               | экранизация одноимённой притчи из романа Фёдора Достоевского «Братья Карамазовы»                                                                                | Великобритания                                                | 1977 |
| Великий инквизитор / Le grand inquisiteur                                               | фильм Рауля Сангла (экранизация одноимённой притчи из романа Фёдора Достоевского «Братья Карамазовы»)                                                           | Франция                                                       | 1979 |
| Мальчики                                                                                | фильм-свободная фантазия по мотивам романа Федора Михайловича Достоевского «Братья Карамазовы» Рениты Григорьевой, Юрия Григорьева                              | СССР                                                          | 1990 |
| Инквизиция / Inquisition                                                                | экранизация притчи из романа Фёдора Достоевского «Братья Карамазовы» Великий инквизиторрежиссёра Бетсана Морриса Эванса                                         | Великобритания                                                | 2002 |
| Легенда о Великом Инквизиторе                                                           | телеспектакль Игоря Штернберга, экранизация притчи из романа Фёдора Достоевского «Братья Карамазовы» Великий инквизитор                                         | Россия                                                        | 2004 |
| Братья Карамазовы                                                                       | фильм Юрия Мороза | Россия                                                        | 2009 |
| Карамазовы                                                                              | фильм Петра Зеленки | Чехия, Польша                                                 | 2008 |
| Братья Карамазовы                                                                       | фильм Найджела Томма | США                                                           | 2008 |
| Карадагар                                                                               | фильм Огузхана Терджана по мотивам романа Ф. М. Достоевского «Братья Карамазовы»                                                                                | Турция                                                        | 2010 |
| Братья Карамазовы                                                                       | сериал Дзюнъити Цудзуки, Сёсукэ Мураками, Гэнта Сато | Япония                                                        | 2013 |
| Братья Карамазовы: бунт                                                                 | фильм Романа Отырбы | Россия                                                        | 2018 |
| Братья Карамазовы                                                                       | фильм-балет Бориса Эйфмана на музыку С. В. Рахманинова, Рихарда Вагнера и М. П. Мусоргского                                                                     | Россия                                                        | 2019 |
| Человек в котелке / L’Homme au chapeau rond                                             | фильм Пьера Бийона по мотивам повести «Вечный муж» | Франция                                                       | 1946 |
| Вечный муж (ТВ) / Den evige ektemann                                                    | фильм Герхарда Кноопа | Норвегия                                                      | 1961 |
| Вечный муж (ТВ) / Den evige ægtemand                                                    | фильм Габриэля Акселя | Дания                                                         | 1962 |
| Вечный муж (ТВ) / O Eterno Marido                                                       | фильм Ванды Космо (эпизод сериала Великий театр Тупи) | Бразилия                                                      | 1964 |
| Вечный муж (ТВ) / De eeuwige echtgenoot                                                 | | Бельгия                                                       | 1965 |
| Вечный муж (ТВ) / Der ewige Gatte                                                       | фильм Станислава Барабаша | ФРГ                                                           | 1969 |
| Вечный муж                                                                              | фильм Евгения Марковского | Россия                                                        | 1990 |
| Месть женщины / La vengeance d’une femme                                                | фильм Жака Дуайона по мотивам повести Ф. М. Достоевского «Вечный муж»                                                                                           | Франция                                                       | 1990 |
| Дезертир / Дезертер                                                                     | фильм Живоина Павловича | Югославия                                                     | 1992 |
| Вечный муж /L'éternel mari                                                              | фильм Дени Гранье-Дефер | Франция, Германия                                             | 1993 |
| Идеальный муж / El marido perfecto                                                      | фильм Беды Докампо Фейхоо | Испания, Чехословакия, Аргентина, Великобритания, Чехия       | 1993 |
| Фадо — большой и малый / Fado majeur et mineur                                          | фильм Рауля Руиса по мотивам повести Ф. М. Достоеского «Вечный муж»                                                                                             | Франция, Португалия                                           | 1994 |
| Вечный муж / The Eternal Husband                                                        | фильм Криса Филпотта | Канада                                                        | 1999 |
| Враг / Непријатељ                                                                       | фильм Живоина Павловича по мотивам повести Ф. М. Достоеского «Двойник»                                                                                          | Югославия                                                     | 1964 |
| Партнёр / Partner                                                                       | фильм Бернардо Бертолуччи по мотивам повести Ф. М. Достоеского «Двойник»                                                                                        | Италия                                                        | 1968 |
| Двойник (ТВ) / Hasonmás                                                                 | фильм Ласло Немере | Венгрия                                                       | 1973 |
| Двойник (ТВ)                                                                            | фильм Юрия Маляцкого | СССР                                                          | 1989 |
| Двойник                                                                                 | фильм Ричарда Айоади, вольная интерпретация одноимённого произведения                                                                                           | Великобритания                                                | 2013 |
| Дядюшкин сон (ТВ) / Il sogno dello zio                                                  | фильм Гульельмо Моранди | Италия                                                        | 1956 |
| Дядюшкин сон или странная помолвка (ТВ) / Onkelchens Traum oder Eine seltsame Verlobung | фильм Фреда Мара | ГДР                                                           | 1957 |
| Дядюшкин сон (ТВ)                                                                       | фильм Дэниэла Марусича | Югославия                                                     | 1959 |
| Дядюшкин сон (ТВ) / Onkelchens Traum                                                    | фильм Гюнтера Граверта | ФРГ                                                           | 1965 |
| Дядюшкин сон                                                                            | фильм Константина Воинова | СССР                                                          | 1966 |
| Дядюшкин сон (ТВ) / A nagybácsi álma                                                    | фильм Енё Хорвата | Венгрия                                                       | 1967 |
| Дядюшкин сон (ТВ) / Strýckuv sen                                                        | фильм Петра Тучека | Чехословакия                                                  | 1972 |
| Дядюшкин сон (ТВ) / Strýckuv sen                                                        | фильм Петра Милоса на словацком языке | Чехословакия                                                  | 1979 |
| Идол из Мордасова / Das Idol von Mordassow (ТВ)                                         | фильм Вольфа-Дитера Панзе | ГДР                                                           | 1979 |
| Дядюшкин сон (ТВ)                                                                       | телеспектакль, трагикомедия по одноимённой повести Ф. М. Достоевского, реж. Александр Орлов                                                                     | СССР                                                          | 1981 |
| Дядюшкин сон (ТВ)                                                                       | телеспектакль артистов Театра имени Е. Вахтангова, реж. Владимир Иванов, Павел Любимцев                                                                         | Россия                                                        | 2001 |
| Дядюшкин сон (ТВ)                                                                       | телеспектакль артистов Большом драматического театра имени Г. А. Товстоногова, режиссёров Темура Чхеидзе и Олега Кораякова                                      | Россия                                                        | 2011 |
| Мёртвый дом (тюрьма народов)                                                            | фильм Василия Фёдорова | СССР                                                          | 1931 |
| Из мёртвого дома / Aus einem Totenhaus                                                  | телефильм Теодора Грёдлера по опере Леоша Яначека Из мёртвого дома, которая, в свою очередь поставлена по повести Ф. М. Достоевского «Записки из мёртвого дома» | ФРГ                                                           | 1961 |
| Из мёртвого дома / From the House of the Dead                                           | телефильм по опере Леоша Яначека Из мёртвого дома, которая, в свою очередь поставлена по повести Ф. М. Достоевского «Записки из мёртвого дома»                  | США                                                           | 1969 |
| Записки из мёртвого дома / From the House of the Dead                                   | телефильм Брайана Ларджа по опере Леоша Яначека Из мёртвого дома, которая, в свою очередь поставлена по повести Ф. М. Достоевского «Записки из мёртвого дома»   | Австрия                                                       | 1992 |
| Записки из мёртвого дома / De la maison des morts                                       | телефильм Стефани Метье по опере Леоша Яначека Из мёртвого дома, которая, в свою очередь поставлена по повести Ф. М. Достоевского «Записки из мёртвого дома»    | Франция, Япония                                               | 1992 |
| Месть / A bosszú (ТВ)                                                                   | фильм Дьёрдя Фехера по повести Ф. М. Достоевского «Записки из подполья»                                                                                         | Венгрия                                                       | 1977 |
| Подпольный человек / El hombre del subsuelo                                             | фильм Николаса Саркиса по повести Ф. М. Достоевского «Записки из подполья»                                                                                      | Аргентина                                                     | 1981 |
| Современники / Aikalainen                                                               | фильм Тимо Линнасало по повести Ф. М. Достоевского «Записки из подполья»                                                                                        | Финляндия                                                     | 1984 |
| День и ночь / Jour et nuit                                                              | фильм Жана-Бернару Мену по повести Ф. М. Достоевского «Записки из подполья»                                                                                     | Франция, Швейцария                                            | 1986 |
| Записки из подполья / Notes from Underground                                            | фильм Гэри Уолкоу | США                                                           | 1995 |
| Я плюю на ваши шлёпанцы / J’irai cracher sur vos tongs                                  | фильм Мишеля Тоески по повести Ф. М. Достоевского «Записки из подполья»                                                                                         | Франция                                                       | 2005 |
| Примечания /Feljegyzések az egérlyukból                                                 | телефильм Йожефа Шипоша по повести Ф. М. Достоевского «Записки из подполья»                                                                                     | Венгрия                                                       | 2011 |
| По поводу мокрого снега                                                                 | телефильм Йожефа Камы Гинкаса по повести Ф. М. Достоевского «Записки из подполья»                                                                               | Россия                                                        | 2011 |
| Извне                                                                                   | фильм Зеки Демиркубуза по повести Ф. М. Достоевского «Записки из подполья»                                                                                      | Турция                                                        | 2012 |
| Джонни Уокер / Johnny Walker                                                            | фильм Криса Де Мистера и Антона Шолтена по мотивам повести Ф. М. Достоевского «Записки из подполья»                                                             | США                                                           | 2015 |
| Пустой трюм / Hold Empty                                                                | фильм Дарика Джаника по мотивам повести Ф. М. Достоевского «Записки из подполья»                                                                                | Австралия                                                     | 2016 |
| Катящийся шар                                                                           | фильм Рудольфа Бибраха по роману Ф. М. Достоевского «Игрок» | Германия                                                      | 1919 |
| Игрок / фр. Le Joueur                                                                   | фильм Герхарда Лампрехта и Луи Дакена | Франция                                                       | 1938 |
| Игрок                                                                                   | фильм Герхарда Лампрехта / Der Spieler | Германия                                                      | 1938 |
| Игрок / (исп. El Jugador)                                                               | фильм Леона Климовски | Аргентина                                                     | 1947 |
| Великий грешник / англ. The great sinner                                                | фильм Роберта Сиодмака | США                                                           | 1948 |
| Игрок (ТВ) / The Gambler                                                                | фильм Тони Рирчардсона | Великобритания                                                | 1956 |
| Игрок / фр. Le Joueur                                                                   | фильм Клода Отан-Лары | Франция, Италия                                               | 1958 |
| Игрок (ТВ) / (фр. Le Joueur                                                             | фильм Франсуа Гира | Франция                                                       | 1962 |
| Игрок (ТВ) / A játékos                                                                  | фильм Шандора Сёньи | Венгрия                                                       | 1964 |
| Игрок (ТВ) / Il giocatore                                                               | фильм Эдмо Фенольо | Италия                                                        | 1965 |
| Игрок                                                                                   | фильм-опера Юрия Богатыренко на музыкуСергея Прокофьева | СССР                                                          | 1966 |
| Игрок (ТВ) / The Gambler                                                                | сериал Майкла Фергюсона | Великобритания                                                | 1968 |
| Игрок / El jugador                                                                      | фильм Антонио Чика (5 эпизодов сериала «Роман») | Испания                                                       | 1971 |
| Игрок / Hráč                                                                            | фильм Алексея Баталова | СССР, Чехословакия                                            | 1972 |
| Игрок / (англ. The Gambler)                                                             | фильм Карела Рейша | США                                                           | 1974 |
| Игрок (англ. The Gambler)                                                               | фильм Макка Каролы | Нидерланды, Венгрия, Великобритания                           | 1997 |
| Игрок (Жизнь как игра)                                                                  | ТВ фильм Ридльшпергер, Эрхард | Германия, Австрия                                             | 2005 |
| Игроки нем. Die Spieler Игроки                                                          | фильм Себастиана Биньека | Германия                                                      | 2007 |
| Игрок/ The Gambler                                                                      | фильм-опера Карины Фибих на музыку Сергея Прокофьева | Германия                                                      | 2008 |
| Игрок                                                                                   | фильм-опера Юрия Лаптева на музыку Сергея Прокофьева | Россия                                                        | 2010 |
| Игрок / The Gambler                                                                     | фильм Саболча Хайду | США, Венгрия                                                  | 2015 |
| Игрок / The Gambler                                                                     | фильм-опера Марии Феодориди и Кирилла Маловицко на музыку Сергея Прокофьева                                                                                     | Литва                                                         | 2020 |
| Идиот                                                                                   | фильм Петра Чардынина | Россия                                                        | 1910 |
| Идиот / L’idiota                                                                        | фильм Антонелли Аверсано | Италия                                                        | 1919 |
| Князь-идиот / Il principe idiota                                                        | фильм Эудженио Перего | Италия                                                        | 1920 |
| Заблудшие души                                                                          | фильм Карла Фрёлиха | Германия                                                      | 1921 |
| Jinsei no uramichi                                                                      | фильм Кеисуке Сасаки по роману Ф. М. Достоевского «Идиот» | Япония                                                        | 1929 |
| Идиот / L’Idiot                                                                         | фильм Жоржа Лампена | Франция                                                       | 1946 |
| Идиот                                                                                   | фильм Акиры Куросавы | Япония                                                        | 1951 |
| Идиот / O Idiota                                                                        | фильм Луиса Галлона (фрагмент шоу ТВ Авангард | Бразилия                                                      | 1955 |
| Идиот                                                                                   | фильм Ивана Пырьева | СССР                                                          | 1958 |
| Идиот                                                                                   | телесериал Джакомо Ваччари | Италия                                                        | 1959 |
| Идиот                                                                                   | телесериал Алана Бриджеса | Великобритания                                                | 1966 |
| Идиот (ТВ) / L’idiot                                                                    | фильм Андре Барсака | Франция                                                       | 1968 |
| Идиот / Der Idiot                                                                       | телесериал Рольф фон Сюдов | ФРГ                                                           | 1968 |
| Идиот / El idiota                                                                       | фильм Антонио Чика (20 эпизодов сериала «Роман») | Испания                                                       | 1976 |
| Идиот                                                                                   | телеспектакль Александры Ремизовой (театр имени Вахтангова) | СССР                                                          | 1979 |
| Идиот / To pathos                                                                       | сериал | Греция                                                        | 1984 |
| Шальная любовь                                                                          | фильм Анджея Жулавского | Франция                                                       | 1985 |
| Идиот                                                                                   | фильм / мини-сериал Мани Каула | Индия                                                         | 1992 |
| Настасья                                                                                | фильм Анджея Вайды по мотивам романа «Идиот» | Польша, Япония                                                | 1994 |
| Возвращение идиота / Návrat idiota                                                      | фильм Саши Гедеона | Чехия, Германия                                               | 1999 |
| Даун Хаус                                                                               | фильм-интерпретация Романа Качанова | Россия                                                        | 2001 |
| Идиот / Idiot                                                                           | фильм Слободана Радовича и Стево Жигона | Югославия                                                     | 2001 |
| Идиот                                                                                   | телесериал Владимира Бортко | Россия                                                        | 2003 |
| Идиот                                                                                   | фильм Пьера Леона | Франция                                                       | 2008 |
| Идиот / Idioot                                                                          | фильм Райнера Сарнета | Эстония                                                       | 2011 |
| Крокодил / Krokodil                                                                     | фильм Антона Марти (ТВ) | Югославия                                                     | 1960 |
| Крокодил / Krokodíl                                                                     | фильм Мартина Хоффмайстера | Чехословакия                                                  | 1983 |
| Крокодил (мультфильм)                                                                   | рисованный мультипликационный фильм Михаила Титова | Украина                                                       | 1991 |
| Кроткая                                                                                 | фильм Александра Борисова | СССР                                                          | 1960 |
| Нежная / Die Sanfte                                                                     | фильм Вилли Шмидта | ФРГ                                                           | 1964 |
| Кроткая / Krotká                                                                        | фильм Станислава Барабаша | Чехословакия                                                  | 1967 |
| Кроткая                                                                                 | фильм-интерпретация Робера Брессона | Франция                                                       | 1969 |
| Нежная женщина (ТВ) / Een zachtmoedige vrouw                                            | фильм Роланда Верхаверта | Бельгия                                                       | 1971 |
| Кроткая / Łagodna                                                                       | рисованный мультипликационный фильм Петра Думала | Польша                                                        | 1985 |
| Кроткая                                                                                 | фильм Автандила Варсимашвили | Россия, Грузия, Италия                                        | 1992 |
| Оттенок / The Shade                                                                     | фильм Рафаэля Наджари по мотивам повести Ф. М. Достоевского Кроткая                                                                                             | США                                                           | 1999 |
| Кроткая                                                                                 | фильм Евгения Ростовского | Россия                                                        | 2000 |
| Кроткая                                                                                 | телеспектакль Ирины Керученко (МТЮЗ) | Россия                                                        | 2013 |
| Клетка                                                                                  | фильм Эллы Архангельской | Россия                                                        | 2015 |
| Кроткая                                                                                 | фильм Сергея Лозницы | Украина, Франция, Германия, Литва, Латвия, Нидерланды, Россия | 2017 |
| Кроткая                                                                                 | фильм Анны Дыхно | Россия                                                        | 2017 |
| Убийца-музыкант / L’Assassin musicien                                                   | фильм Бенуа Жако по мотивам повести ф. М. Достоевского «Неточка Незванова»                                                                                      | Франция                                                       | 1976 |
| Подросток                                                                               | фильм Евгения Ташкова | СССР                                                          | 1983 |
| Преступление и наказание / Schuld und Sühne                                             | | Германия                                                      | 1909 |
| Преступление и наказание Crime et Châtiment                                             | фильм Василия Гончарова | Россия                                                        | 1910 |
| Преступление и наказание                                                                | фильм Ивана Вронского | Россия                                                        | 1913 |
| Преступление и наказание                                                                | | Россия                                                        | 1915 |
| Преступление и наказание                                                                | фильм Лоуренса МакГилла | США                                                           | 1917 |
| Раскольников / Raszkolnikow                                                             | фильм Альфреда Деэши | Венгрия                                                       | 1917 |
| Родион Раскольников                                                                     | фильм Иосифа Сойфера | Россия                                                        | 1919 |
| Раскольников / нем. Raskolnikow (1923)                                                  | фильм Роберта Вине | Германия                                                      | 1923 |
| Преступление и наказание / Paper Parinam                                                | | Индия                                                         | 1924 |
| Преступление и наказание / Crime et Châtiment                                           | фильм Пьера Шеналя | Франция                                                       | 1935 |
| Преступление и наказание Crime and Punishment                                           | фильм Джозефа фон Штернберга | США                                                           | 1935 |
| Преступление и наказание / Brott och straff                                             | фильм Хампе Хаустмана | Швеция                                                        | 1945 |
| Страх / Fear                                                                            | фильм-интерпретация Альфреда Зейслера | США                                                           | 1946 |
| Преступление и наказание / Crimen y castigo                                             | фильм Фернандо Де Фуэнтеса | Мексика                                                       | 1951 |
| Преступление и наказание / Crime and Punishment                                         | эпизод телесериала Воскресный ночной театр | Великобритания                                                | 1953 |
| Раскольников (ТВ) / Raskolnikow                                                         | фильм Курта Гетц-Пфлюга и Франка Лотара | ФРГ                                                           | 1953 |
| Преступление и наказание / Delitto e castigo ТВ                                         | фильм Франко Энрикеза | Италия                                                        | 1954 |
| Преступление и наказание (ТВ) / Crime et châtiment                                      | фильм Стеллио Лоренцо | Франция                                                       | 1955 |
| Преступление и наказание                                                                | фильм Жоржа Лампена | Франция                                                       | 1956 |
| Преступление и наказание / Crime e Castigo (эпизод шоу ТВ Авангард)                     | фильм Тито Бланчини и Антонио Сеабра | Бразилия                                                      | 1956 |
| Нет права убивать / No Right to Kill (эпизод сериала Кульминация!                       | фильм Базза Кьюлика | США                                                           | 1956 |
| El gharima waal ikab                                                                    | фильм Ибрагима Эмары по мотивам романа Ф. М. Достоевского «Преступление и наказание»                                                                            | Египет                                                        | 1957 |
| Преступление и наказание по-американски / Crime and Punishment U.S.A.                   | фильм-интепрпретация Дениса Сэндерса | США                                                           | 1959 |
| Раскольникофф (ТВ) / Raskolnikoff                                                       | фильм Франца Петера Вирта | ФРГ                                                           | 1959 |
| Карманник / Pickpocket                                                                  | фильм Робера Брессона | Франция                                                       | 1959 |
| Преступление и наказание (телесериал) / Delitto e castigo                               | фильм Антонио Джулио Маджано | Италия                                                        | 1963 |
| Преступление и наказание\| / Crime e Castigo                                            | фильм Луиса Галлона и Ванды Космо (эпизод сериала Великий театр Тупи)                                                                                           | Бразилия                                                      | 1963 |
| Преступление и наказание\| / Crime and Punishment                                       | фильм Сирила Коука (эпизод сериала ITV Пьеса недели) | Великобритания                                                | 1964 |
| Преступление и наказание / Crimen y castigo                                             | фильм Альберта Гонсалеса Вергеля (эпизод сериала Первый ряд) | Испания                                                       | 1965 |
| Убийца / The Murderer                                                                   | фильм Пола Элмонда (эпизод сериала Фестиваль) | Канада                                                        | 1966 |
| Преступление и наказание (ТВ) / Rikos ja rangaistus                                     | | Финляндия                                                     | 1967 |
| Преступление и наказание                                                                | фильм Льва Кулиджанова | СССР                                                          | 1969 |
| Преступление и наказание / Crimen y castigo                                             | фильм Альберта Гонсалеса Вергеля (15 эпизодов сериала «Роман»                                                                                                   | Испания                                                       | 1970 |
| Преступление и наказание (ТВ) / Crime et châtiment                                      | фильм Стеллио Лоренци | Франция                                                       | 1971 |
| Преступление и наказание / Crímen y castigo (ТВ)                                        | фильм Алехандро Дория (фрагмент сериала Высокая комедия) | Аргентина                                                     | 1971 |
| Преступление и наказание / Crímen y castigo (ТВ)                                        | фильм Марсело Домингеса (фрагмент сериала Великие романы / Las grandes novelas                                                                                  | Аргентина                                                     | 1971 |
| Преступление и наказание ((ТВ) / Zlocin i kazna                                         | фильм Савы Мрмака | Югославия                                                     | 1972 |
| Преступление и наказание / Neramu Siksha                                                | фильм К. Вишванатха на язычке телугу | Индия                                                         | 1973 |
| Преступление и наказание                                                                | фильм Нисара Ахмада Ансана на языке хинди | Индия                                                         | 1974 |
| Склони голову во имя справедливости / Needhikku Thalaivanangu                           | фильм П. Нилакантана на тамильском языке (ремейк фильма «Преступление и наказание» 1973 года)                                                                   | Индия                                                         | 1976 |
| Преступление и наказание / Shikshaa                                                     | фильм С. Раманатана на языке хинди (ремейк фильма «Преступление и наказание» 1973 года)                                                                         | Индия                                                         | 1979 |
| Преступление и наказание / Crime and Punishment                                         | сериал Майкла Дарлоу | Великобритания                                                | 1979 |
| Преступление и наказание                                                                | фильм Аки Каурисмяки | Финляндия                                                     | 1983 |
| Преступление и наказание / Delitto e castigo                                            | сериал Марио Миссироли | Италия                                                        | 1983 |
| Преступление и наказание (ТВ) / Zbrodnia i kara                                         | фильм Анджея Вайды | Польша                                                        | 1987 |
| Преступление и наказание (ТВ) / Schuld und Sühne                                        | фильм Анджея Вайды | Австрия, Германия                                             | 1992 |
| Без жалости /Sin compasión                                                              | фильм Франсиско Хосе Ломбарди по роману Ф. М. Достоевского Преступление и наказание                                                                             | Перу, Мексика, Франция                                        | 1994 |
| Преступление и наказание / Crime and Punishment                                         | телефильм Джозефа Сарджента | США                                                           | 1998 |
| Преступление и наказание                                                                | рисованный мультипликационный фильм Петра Думала | Польша                                                        | 2000 |
| Преступление и наказание / Crime and Punishment                                         | фильм Менахема Голана | Россия, Польша, США                                           | 2002 |
| Преступление и наказание                                                                | телесериал Джулиана Джаррольда | Великобритания                                                | 2002 |
| Нина                                                                                    | фильм Эйтора Далии по мотивам романа Ф. М. Достоевского «Преступление и наказание»                                                                              | Бразилия                                                      | 2004 |
| Преступление и наказание                                                                | фильм Эстер Шер | Россия                                                        | 2005 |
| Преступление и наказание                                                                | телесериал Дмитрия Светозарова | Россия                                                        | 2007 |
| Преступление и наказание: Поддельная романтика / Tsumi to batsu                         | телесериал Манабу Асо | Япония                                                        | 2012 |
| Студент                                                                                 | фильм Дарежана Омирбаева | Казахстан                                                     | 2012 |
| Преступление и наказание                                                                | фильм Эндрю О’Кифи | Австралия                                                     | 2015 |
| Преступление и наказание                                                                | фильм Романа Доронина | Россия                                                        | 2018 |
| Преступление и наказание / Zbrodnia i kara                                              | сериал Дариуша Блащика | Польша                                                        | 2021 |
| Преступление и наказание                                                                | фильм Бориса Казакова | Россия                                                        | 2021 |
| Преступление и наказание                                                                | сериал Владимира Мирзоева | Россия                                                        | 2024 |
| Два критических дня (ТВ) / Dva presudna dana                                            | фильм Савы Мрмака по повести «Село Степанчиково и его обитатели»                                                                                                | Югославия                                                     | 1963 |
| Хозяин села (ТВ) / Il padrone del villaggio                                             | сериал Эдмо Фенольо по повести «Село Степанчиково и его обитатели»                                                                                              | Италия                                                        | 1965 |
| Степанчиково / Stepanchicovo (ТВ)                                                       | фильм Альфредо Кастеллона (эпизод сериала «Роман» | Испания                                                       | 1970 |
| Село Степанчиково и его обитатели (ТВ)                                                  | телеспектакль актёров МХАТа, режиссёрыВладимира Богомолов и Феликс Глямшин                                                                                      | СССР                                                          | 1973 |
| Дурак-помещик (ТВ) / Narri kartanon valtiaana                                           | фильм Эйя-Элины Бергхольм по мотивам повести «Село Степанчиково и его обитатели»                                                                                | Финляндия                                                     | 1974 |
| Село Степанчиково и его обитатели                                                       | фильм Шандора Михалифи | Венгрия                                                       | 1986 |
| Село Степанчиково и его обитатели                                                       | телефильм Льва Цуцульковского | СССР                                                          | 1989 |
| Фома Опискин                                                                            | телеспектакль актёров Театра имени Моссовета по повести «Село Степанчиково и его обитатели», режиссёры Константин Антропов, Павел Хомский                       | Россия                                                        | 1999 |
| Село Степанчиково и его обитатели (ТВ)                                                  | телеспектакль актёров Малого театра, режиссёры Антон Яковлев и Татьяна Александрова                                                                             | Россия                                                        | 2016 |
| Скверный анекдот                                                                        | фильм-комедия Александра Алова и Владимира Наумова | СССР                                                          | 1966 |
| Посещение                                                                               | фильм Валерия Ткачёва по мотивам повести Ф. М. Достоевского «Сон смешного человека»                                                                             | СССР                                                          | 1989 |
| Сон смешного человека                                                                   | мультфильм Александра Петрова | Россия                                                        | 1992 |
| Униженные и оскорблённые                                                                | фильм Иосифа Сойфера | Россия                                                        | 1915 |
| Голос сердца / Za glosem serca                                                          | фильм Мэриэн Дедерко по мотивам романа Ф. М. Достоевского «Униженные и оскорблённыё»                                                                            | Польша                                                        | 1926 |
| Униженные и оскорблённые (ТВ) / Umiliati e offesi                                       | мини-сериал Витторио Коттафави | Италия                                                        | 1958 |
| История Наташи (ТВ) / L’histoire de Natacha                                             | фильм Франсуа Гира по мотивам романа Ф. М. Достоевского «Униженные и оскорблённыё»                                                                              | Франция                                                       | 1960 |
| Униженные и оскорблённые (ТВ) / De vernederden en de gekrenkten                         | фильм Сенне Руффара | Бельгия                                                       | 1961 |
| Униженные и оскорблённые (ТВ) / Ponizeni i navredeni                                    | фильм Благоя Андреева | Югославия                                                     | 1971 |
| Униженные и оскорблённые / Humillados y ofendidos                                       | фильм Пилар Миро (эпизод сериала «Роман» | Испания                                                       | 1973 |
| Униженные и оскорблённые                                                                | телесериал Рауля Арайсы (148 серий) | Мексика                                                       | 1977 |
| Униженные и оскорблённые                                                                | телеспектакль Евгения Велихова и Марии Муат артистов Малого театра                                                                                              | СССР, ТО «Экран»                                              | 1979 |
| Униженные и оскорблённые                                                                | фильм Андрея Эшпая | СССР, Швейцария, Италия                                       | 1990 |
| Хозяйка (ТВ) / La logeuse                                                               | фильм Жан-Кристофа Эверти | Франция                                                       | 1958 |
| Чужая жена и муж под кроватью (ТВ) / Cudza żona i mąż pod łóżkiem                       | фильм Анджея Вайды | Польша                                                        | 1962 |
| Что-то, о чём нельзя говорить (ТВ) / Nesto o cemu se ne moze govoriti                   | фильм Савы Мрмака | Югославия                                                     | 1964 |
| Муж под кроватью (ТВ) / Maz pod lózkiem                                                 | короткометражный фильм Станислава Ружевича | Польша                                                        | 1967 |
| Странная женщина и мужчина под кроватью (ТВ) / Die fremde Frau und der Mann unterm Bett | фильм Освальда Дёпке | ФРГ                                                           | 1968 |
| Наставила рога под кроватью / Cuernos debajo de la cama                                 | фильм Исмаэля Родригеса | Мексика                                                       | 1969 |
| Твоё твоего / Teu Tua (сегмент «Мужчина под кроватью» / Um Homem Debaixo da Cama        | фильм Домингуша ди Оливейра | Бразилия                                                      | 1979 |
| Двое мужчин под кроватью / Két férfi az ágy alatt (ТВ)                                  | фильм Тивадара Хорвата | Венгрия                                                       | 1983 |
| Чужая жена и муж под кроватью                                                           | фильм Виталия Мельникова | СССР                                                          | 1984 |
| Внутри                                                                                  | фильм Зеки Демиркубуза | Турция                                                        | 2012 |